# Campanha do Exército Republicano Irlandês Provisório
De 1969 a 1997,  o Exército Republicano Irlandês Provisório (IRA) conduziu uma campanha paramilitar armada principalmente na Irlanda do Norte e na Inglaterra, com o objetivo de acabar com o domínio britânico na Irlanda do Norte, a fim de criar uma Irlanda unida.    
O IRA Provisório surgiu de uma divisão no Exército Republicano Irlandês em 1969, em parte como resultado do fracasso percebido dessa organização em defender os bairros católicos dos ataques nos motins de 1969 na Irlanda do Norte. Os Provisórios ganharam credibilidade com os seus esforços para defender fisicamente essas áreas em 1970 e 1971. De 1971 a 1972, o IRA partiu para a ofensiva e conduziu uma campanha de intensidade relativamente elevada contra as forças de segurança britânicas e da Irlanda do Norte e a infraestrutura do Estado. O Exército Britânico caracterizou este período como a "fase de insurgência" da campanha do IRA.
O IRA declarou um cessar-fogo breve em 1972 e um cessar-fogo mais prolongado em 1975, quando houve um debate interno sobre a viabilidade de operações futuras. O grupo armado reorganizou-se no final da década de 1970 numa estrutura mais pequena, baseada em células, que foi concebida para ser mais difícil de penetrar. O IRA levou então a cabo uma campanha de menor escala mas mais sustentada, que caracterizou como a “Longa Guerra”, com o objectivo final de enfraquecer a determinação do governo britânico em permanecer na Irlanda. O Exército Britânico chamou esta situação de “fase terrorista” da campanha do IRA.
O IRA fez tentativas na década de 1980 para escalar o conflito com a ajuda de armas doadas pela Jamahiriya da Líbia. Na década de 1990, também retomaram uma campanha de bombardeamento de alvos económicos em Londres e outras cidades de Inglaterra.
Em 31 de agosto de 1994, o IRA convocou um cessar-fogo unilateral com o objetivo de ter o seu partido político associado, o Sinn Féin, admitido no processo de paz da Irlanda do Norte. A organização terminou o seu cessar-fogo em Fevereiro de 1996, mas declarou outro em Julho de 1997. O IRA aceitou os termos do Acordo da Sexta-Feira Santa em 1998 como um fim negociado para o conflito na Irlanda do Norte. Em 2005, a organização declarou o fim formal da sua campanha e teve o seu armamento desmantelado sob supervisão internacional.
Outros aspectos da campanha do IRA Provisório são abordados nos seguintes artigos:
- Para uma cronologia, veja Cronologia de ações do IRA Provisório
- Para o armamento do IRA Provisório, consulte Importação de armas do IRA Provisório

## Antecedentes
Nos primeiros dias dos conflitos na Irlanda do Norte (1969-1972), o IRA Provisório estava mal armado, com apenas um punhado de armas antigas que sobraram da campanha fronteiriça do IRA de 1956-1962. O IRA se dividiu em dezembro de 1969 nas facções IRA Provisório e IRA Oficial. Nos primeiros dois anos do conflito, as principais atividades dos Provisórios foram defender as áreas nacionalistas irlandesas dos ataques de paramilitares leais. 
Em contraste com a relativa inação do IRA durante os motins de 1969 na Irlanda do Norte, no verão de 1970, o IRA Provisório montou defesas armadas determinadas das áreas nacionalistas de Belfast contra atacantes legalistas, matando vários civis protestantes e legalistas no processo. Em 27 de junho de 1970, o IRA matou cinco civis protestantes durante distúrbios nas ruas de Belfast.  Outros três foram baleados em Ardoyne, no norte de Belfast, após o início de tiroteios durante um desfile da Ordem de Orange. Quando os legalistas retaliaram atacando o enclave nacionalista de Short Strand, no leste de Belfast, Billy McKee, o comandante dos Provisórios em Belfast, ocupou a Igreja de São Mateus e a defendeu em um tiroteio de cinco horas com os legalistas, no que ficou conhecido como a Batalha de São Mateus. Um de seus homens foi morto, ele ficou gravemente ferido e três legalistas também foram mortos.  O IRA Provisório ganhou muito do seu apoio com estas atividades, visto que eram amplamente vistos entre os nacionalistas como defensores do povo nacionalista e católico irlandês contra a agressão. 
Inicialmente, o Exército Britânico, implantado na Irlanda do Norte em agosto de 1969 para reforçar a Polícia Real do Ulster (RUC) e restaurar o controle do governo, foi recebido em áreas nacionalistas católicas como uma força neutra em comparação com o RUC e a Polícia Especial do Ulster, dominados pelos protestantes e sindicalistas.  No entanto, este bom relacionamento com os nacionalistas não durou muito. O Exército logo foi desacreditado aos olhos de muitos nacionalistas por incidentes como o toque de recolher de Falls em julho de 1970, quando 3.000 soldados britânicos impuseram condições de lei marcial na área nacionalista de Lower Falls, no oeste de Belfast. Depois de um ataque com armas e granadas às tropas por membros do IRA Provisório, os britânicos dispararam mais de 1.500 cartuchos de munição em tiroteios tanto com o IRA Oficial quanto com o IRA Provisório na área, matando seis civis.  Depois disso, os Provisórios continuaram a atacar os soldados britânicos. O primeiro soldado a morrer foi o artilheiro Robert Curtis, morto por Billy Reid em um tiroteio em fevereiro de 1971. 
1970 e 1971 também testemunharam rivalidades entre os IRAs Provisório e Oficiais em Belfast, enquanto ambas as organizações competiam pela supremacia em áreas nacionalistas. Charlie Hughes, comandante da Companhia D dos Provisórios em Lower Falls, foi morto antes que uma trégua fosse negociada entre as duas facções. 

## Campanha inicial 1970-72

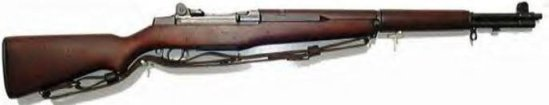
O rifle M1 Garand, típico do armamento da era da Segunda Guerra Mundial que o IRA Provisório tinha no início dos anos 1970

No início da década de 1970, o IRA importou grandes quantidades de armas e explosivos modernos, principalmente de apoiantes da República da Irlanda e de comunidades da diáspora irlandesa na Anglosfera, bem como do governo da Líbia.   O líder da oposição, Harold Wilson, em 1971, reuniu-se secretamente com os líderes do IRA com a ajuda de John O'Connell, irritando o governo irlandês; Garret FitzGerald escreveu 30 anos depois que "a força dos sentimentos dos nossos líderes democráticos... não foi, no entanto, divulgada publicamente na altura" porque Wilson era um antigo e possível futuro primeiro-ministro britânico. 
À medida que o conflito se agravava no início da década de 1970, o número de recrutados pelo IRA cresceu rapidamente, em resposta à raiva da comunidade nacionalista face a eventos como a introdução do internamento sem julgamento e o Domingo Sangrento, quando o 1.º Batalhão, Regimento de Paraquedas do Exército Britânico, disparou contra matou 14 manifestantes desarmados pelos direitos civis em Derry. 
O início da década de 1970 foi o período mais intenso da campanha do IRA Provisório. Cerca de metade do total de 650 soldados britânicos que morreram no conflito  foram mortos nos anos 1971-73.  Só em 1972, o IRA matou 100 soldados britânicos e feriu mais 500. No mesmo ano, realizaram 1.300 ataques a bomba e 90 membros do IRA foram mortos. 
Até 1972, o IRA controlava grandes áreas urbanas em Belfast e Derry, mas estas foram eventualmente retomadas por uma grande operação britânica conhecida como Operação Motorman. Posteriormente, foram construídos postos policiais e militares fortificados em áreas republicanas em toda a Irlanda do Norte. Durante o início da década de 1970, uma operação típica do IRA envolvia atacar patrulhas britânicas e envolvê-las em tiroteios em áreas urbanas de Belfast e Derry. Eles também mataram soldados do RUC e do Regimento de Defesa do Ulster (UDR), dentro e fora de serviço, e vários policiais aposentados e soldados da UDR. Estas táticas produziram baixas para ambos os lados e para muitos espectadores civis. O estudo do conflito do Exército Britânico descreveu posteriormente este período (1970-72) como a "fase de insurgência" da campanha do IRA. 
Outro elemento da sua campanha foi o bombardeamento de alvos comerciais, como lojas e empresas. A tática mais eficaz que o IRA desenvolveu para sua campanha de bombardeio foi o carro-bomba, onde grandes quantidades de explosivos eram acondicionadas em um carro, que era conduzido até seu alvo e depois detonado. Seán Mac Stíofáin, o primeiro Chefe do Estado-Maior do IRA Provisório, descreveu o carro-bomba como uma arma tática e estratégica. Do ponto de vista tático, prendeu um grande número de tropas britânicas em Belfast e em outras cidades e grandes vilas da Irlanda do Norte. Estrategicamente, prejudicou a administração e o governo britânicos do país, atingindo simultaneamente a sua estrutura económica.  Embora a maioria dos ataques do IRA a alvos comerciais não tivessem a intenção de causar vítimas,  em muitas ocasiões mataram civis. Exemplos incluem o atentado bombista ao restaurante Abercorn em Belfast em Março de 1972, no qual duas jovens católicas foram mortas e 130 pessoas ficaram feridas, atribuído ao IRA, que nunca reconheceu a responsabilidade, bem como o atentado bombista ao restaurante La Mon no Condado de Down em fevereiro de 1978, que resultou na morte de doze clientes civis protestantes e outros mutilados e feridos. 
Em áreas rurais como South Armagh (que é uma área majoritariamente católica perto da fronteira com a Irlanda), a arma mais eficaz da unidade do IRA era a "bomba de bueiro", onde bombas eram plantadas sob drenos em estradas rurais. Isto revelou-se tão perigoso para as patrulhas do Exército Britânico que praticamente todas as tropas na área tiveram de ser transportadas de helicóptero,  uma política que continuou até 2007, quando a última base do exército britânico foi fechada em South Armagh. 

## Cessar-fogo – 1972 e 1975
O IRA Provisório declarou dois cessar-fogo na década de 1970, suspendendo temporariamente as suas operações armadas. Em 1972, a liderança do IRA acreditava que a Grã-Bretanha estava prestes a deixar a Irlanda do Norte. O governo britânico manteve conversações secretas com a liderança provisória do IRA em 1972 para tentar garantir um cessar-fogo baseado num acordo de compromisso na Irlanda do Norte. O IRA Provisório concordou com um cessar-fogo temporário de 26 de junho a 9 de julho. Em julho de 1972, os líderes provisórios Seán Mac Stíofáin, Dáithí Ó Conaill, Ivor Bell, Seamus Twomey, Gerry Adams e Martin McGuinness encontraram-se com uma delegação britânica liderada por William Whitelaw. Os líderes do IRA recusaram-se a considerar um acordo de paz que não incluísse um compromisso com a retirada britânica a ser concluída até 1975, uma retirada do exército britânico para os quartéis e a libertação de prisioneiros republicanos. Os britânicos recusaram e as negociações terminaram.  Na Sexta-feira Sangrenta de julho de 1972, em Belfast, 22 bombas explodiram, matando nove pessoas e ferindo 130.  A Sexta-feira Sangrenta pretendia ser uma demonstração da força do IRA após o cessar-fogo, mas foi um desastre para o IRA devido às autoridades serem incapazes de lidar com tantos alertas de bomba simultâneos em uma pequena área. 
Em meados da década de 1970, era evidente que as esperanças da liderança provisória do IRA numa rápida vitória militar estavam a diminuir. Reuniões secretas entre os líderes do IRA, Ruairí Ó Brádaigh e Billy McKee, com o secretário de Estado britânico para a Irlanda do Norte, Merlyn Rees, garantiram um cessar-fogo do IRA de fevereiro de 1975 até janeiro do ano seguinte. Os republicanos acreditaram inicialmente que este era o início de um processo de retirada britânica de longo prazo. No entanto, após vários meses, muitos no IRA passaram a acreditar que os britânicos estavam a tentar trazer o movimento Provisório para uma política pacífica sem lhes dar quaisquer garantias. 
Os críticos da liderança do IRA, principalmente Gerry Adams, consideraram que o cessar-fogo foi desastroso para o IRA, levando à infiltração de informantes britânicos, à prisão de muitos ativistas e a um colapso na disciplina do IRA, o que por sua vez levou a uma situação de retaliação. assassinatos com grupos legalistas temerosos de uma traição britânica e uma rivalidade com colegas republicanos no IRA Oficial. No início de 1976, a liderança do IRA, com falta de dinheiro, armas e membros, estava prestes a cancelar a campanha.  Em vez disso, o cessar-fogo foi quebrado em janeiro de 1976. 

### Final da década de 1970 e a "Longa Guerra"
Os anos de 1976 a 1979 sob Roy Mason, substituto de Merlyn Rees como Secretário de Estado da Irlanda do Norte, foram caracterizados por uma queda na taxa de mortalidade por muitas razões, incluindo uma queda na violência legalista (atribuída à ausência de iniciativas políticas sob Mason),  e uma mudança nas táticas do IRA após o seu enfraquecimento durante o cessar-fogo do ano anterior.  Mason desenvolveu uma política que rejeitou uma solução política ou militar em favor de tratar a violência paramilitar "como um problema de segurança". Além disso, o chefe da polícia do RUC, Kenneth Newman, aproveitou a legislação dos Poderes de Emergência para submeter supostos membros do IRA a interrogatórios "intensivos e frequentemente rudes" de sete dias.  A concentração britânica na recolha de informações e no recrutamento de informadores, acelerada durante o cessar-fogo de 1975 e continuada sob Mason, significou que as detenções de membros do IRA aumentaram acentuadamente neste período. Entre 1976 e 1979, 3.000 pessoas foram acusadas de “crimes terroristas”.  Havia 800 prisioneiros republicanos somente em Long Kesh em 1980. 
Em 1972, ocorreram mais de 12.000 ataques a tiros e bombas na Irlanda do Norte; em 1977, esse número caiu para 2.800.  Em 1976, ocorreram 297 mortes na Irlanda do Norte; nos três anos seguintes, os números foram 112, 81 e 113. Um homem do IRA afirmou que "quase fomos espancados por Mason", e Martin McGuinness comentou: "Mason nos deu uma surra". A política de 'criminalização' de Mason levou ao protesto generalizado nas prisões.  Quando Mason deixou o cargo em 1979, ele previu que o IRA estaria "a semanas da derrota". 
Após os primeiros anos do conflito, tornou-se menos comum o IRA utilizar um grande número de homens nas suas ações armadas. Em vez disso, grupos mais pequenos mas mais especializados levaram a cabo ataques de atrito sustentados. Em resposta ao cessar-fogo de 1975 e à prisão de muitos voluntários do IRA na sua sequência, o IRA reorganizou as suas estruturas em 1977 em pequenas unidades baseadas em células. Embora fosse mais difícil infiltrar-se, o maior sigilo também fez com que se desenvolvesse uma distância entre o IRA e os civis simpatizantes. Também embarcaram numa estratégia conhecida como a "Longa Guerra" - um processo de desgaste baseado na continuação indefinida de uma campanha armada até que o governo britânico se cansasse dos custos políticos, militares e financeiros envolvidos na permanência na Irlanda do Norte.  O Exército Britânico caracterizou esta mudança na campanha do IRA como uma passagem de “insurgência” para uma “fase terrorista”. 
O maior número de mortes militares em um ataque do IRA ocorreu em 27 de agosto de 1979, com a emboscada de Warrenpoint no Condado de Down, quando 18 soldados britânicos do Regimento de Pára-quedistas foram mortos por duas bombas de bueiro colocadas pela Brigada South Armagh, uma unidade que não sentem a necessidade de adotar a estrutura celular devido ao seu histórico de evitar falhas de inteligência com sucesso. No mesmo dia, o IRA matou uma de suas vítimas mais famosas, o conde Mountbatten da Birmânia, assassinado junto com dois adolescentes (de 14 e 15 anos) e a viúva Lady Brabourne no condado de Sligo, por uma bomba colocada em seu barco. Outra tática eficaz do IRA desenvolvida no final da década de 1970 foi o uso de morteiros caseiros montados na traseira de caminhões que foram disparados contra bases policiais e militares. Essas argamassas foram testadas pela primeira vez em 1974, mas não mataram ninguém até 1979.  

## Ataques sectários
O IRA argumentou que a sua campanha não se dirigia ao povo protestante e sindicalista, mas à presença britânica na Irlanda do Norte, manifestada nas forças de segurança do Estado. No entanto, muitos sindicalistas argumentam que a campanha do IRA foi sectária e há muitos incidentes em que a organização teve como alvo civis protestantes. A década de 1970 foram os anos mais violentos dos problemas. Para além da sua campanha contra as forças de segurança, o IRA envolveu-se, em meados da década, num ciclo de "olho por olho" de assassinatos sectários com paramilitares leais. Os piores exemplos disto ocorreram em 1975 e 1976. Em setembro de 1975, por exemplo, membros do IRA metralharam um Orange Hall em Newtownhamilton, matando cinco protestantes. Em 5 de janeiro de 1976, em Armagh, membros do IRA operando sob o nome de procurador Força de Ação Republicana de South Armagh mataram a tiros dez trabalhadores da construção civil protestantes no massacre de Kingsmill. 
Em incidentes semelhantes, o IRA matou deliberadamente 91 civis protestantes em 1974-76.  O IRA não reivindicou oficialmente os assassinatos, mas justificou-os em uma declaração em 17 de janeiro de 1976: "O Exército Republicano Irlandês nunca iniciou assassinatos sectários... [mas] se elementos legalistas responsáveis por mais de 300 assassinatos sectários nos últimos quatro anos parar tal matança agora, então a questão da retaliação de qualquer fonte não se coloca".  No final de 1976, a liderança do IRA reuniu-se com representantes dos grupos paramilitares leais e concordou em pôr fim aos assassinatos sectários aleatórios e aos carros-bomba contra alvos civis. Os legalistas revogaram o acordo em 1979, após o assassinato de Lord Mountbatten pelo IRA, mas o pacto, no entanto, interrompeu o ciclo de assassinatos por vingança sectária até ao final da década de 1980, quando os grupos legalistas começaram novamente a matar católicos em grande número. 
Depois que os britânicos introduziram sua política de "Ulsterização" a partir de meados da década de 1970, as vítimas do IRA vieram cada vez mais das fileiras do RUC e do Regimento de Defesa do Ulster, incluindo pessoal fora de serviço e aposentado. A maioria deles eram protestantes e sindicalistas, portanto os assassinatos foram retratados e percebidos por muitos como uma campanha de assassinato sectário. O historiador Henry Patterson disse sobre Fermanagh "que os assassinatos atingiram o moral da comunidade protestante, o sentimento de segurança e pertencimento na área eram inegáveis".  enquanto o líder do Partido Democrático Unionista, Ian Paisley, afirmou que a campanha do IRA em Fermanagh foi "genocida". 
Rachel Kowalsaki argumenta que o IRA geralmente não se envolveu em atividades sectárias, mas sim aqueles que considerava responsáveis pelo domínio britânico na Irlanda do Norte e que geralmente visava apenas membros das forças armadas e da polícia e fez esforços para evitar mortes de civis. No entanto, Kowalsaki observa que o IRA não reconheceu que, embora possam ter pensado que lutavam por uma Irlanda unida, as suas ações foram frequentemente percebidas pelos Unionistas da Irlanda do Norte como ataques sectários contra os protestantes.  Um argumento semelhante foi apresentado por Lewis et al, que argumentam que a ideologia do IRA – que sustentava que os protestantes e unionistas irlandeses faziam parte da comunidade imaginada da nação irlandesa e foram simplesmente iludidos ao pensarem que eram britânicos pela opressão colonial – significava que a organização tinha uma restrição ideológica contra o sectarismo de massa. No entanto, os autores observam que esta mesma crença também poderia cegá-los aos efeitos reais da sua campanha, uma vez que não reconheciam que os Unionistas da Irlanda do Norte se consideravam uma comunidade distinta e, portanto, perceberiam as actividades do IRA como sectárias. 
Timothy Shanahan argumenta que embora o IRA tenha lançado ataques contra alvos legítimos (definidos como membros dos serviços de segurança), muitos membros dos serviços de segurança, como o RUC e a UDR, seriam eles próprios protestantes e seriam presumidos como protestantes por o IRA. Assim, quaisquer ataques a estes alvos legítimos seriam suficientes para matar membros da comunidade protestante, negando qualquer necessidade de ataques sectários a civis protestantes. Shanahan argumenta, portanto, que embora o IRA possa não ter sido sectário como alguns paramilitares leais, pode não ter sido tão anti-sectário como se afirma popularmente.  Argumentos semelhantes foram apresentados por Steve Bruce, que também argumentou que os membros católicos da RUC foram alvo desproporcionalmente, o que Bruce argumenta é porque foram vistos como traidores da sua comunidade, o que só faz sentido na natureza de um conflito sectário.  James Dingley argumenta que o foco do IRA na ideia de uma Irlanda unida e independente tornou-o de facto sectário, uma vez que não reconhecia os Unionistas do Ulster como um grupo legítimo e queria usar a violência para perseguir objetivos aos quais a maioria se opunha a população norte-irlandesa. 
Os protestantes nas áreas fronteiriças rurais dos condados de Fermanagh e Tyrone, onde o número de membros das forças de segurança mortos foi elevado, consideraram a campanha do IRA como uma limpeza étnica.  Essas opiniões foram desafiadas. Boyle e Hadden argumentam que as alegações não resistem a um escrutínio sério,  enquanto os nacionalistas se opõem ao termo alegando que não é usado pelos sindicalistas para descrever assassinatos ou expulsões semelhantes de católicos em áreas onde constituem uma minoria.  Henry Patterson, professor de política na Universidade do Ulster, conclui que embora a campanha do IRA fosse inevitavelmente sectária, não significou uma limpeza étnica.  Embora o IRA não tenha visado especificamente estas pessoas devido à sua filiação religiosa, mais protestantes juntaram-se às forças de segurança, pelo que muitas pessoas daquela comunidade acreditaram que os ataques eram sectários.  O voluntário do IRA Tommy McKearney argumenta que devido à política de Ulsterização do governo britânico aumentando o papel do RUC e UDR recrutados localmente, o IRA não teve escolha senão atacá-los por causa de seu conhecimento local, mas reconhece que os protestantes viram isso como um ataque sectário contra sua comunidade.   Gerry Adams, numa entrevista de 1988, afirmou que era "muito preferível" visar o exército britânico regular, pois "remove o pior da agonia da Irlanda" e "difunde os aspectos sectários do conflito porque os legalistas não o vêem como um ataque à sua comunidade". 
Perto do fim dos conflitos na Irlanda do Norte, o IRA alargou ainda mais a sua campanha, para incluir o assassinato de pessoas que trabalhavam como civis no RUC e no Exército Britânico. Estes trabalhadores eram na sua maioria, mas não exclusivamente, protestantes, embora juízes, magistrados e empreiteiros católicos também tenham sido assassinados pelo IRA. Em 1992, em Teebane, perto de Cookstown, uma bomba do IRA matou oito trabalhadores protestantes da construção civil que trabalhavam numa base do exército britânico em Omagh. 

## Ataques fora da Irlanda do Norte

### Inglaterra

#### Década de 1970
O IRA Provisório esteve activo principalmente na Irlanda do Norte, mas a partir do início da década de 1970 também levou a sua campanha de bombardeamentos para Inglaterra. Numa reunião do Conselho Provisório do Exército do IRA em junho de 1972, Seán Mac Stíofáin propôs alvos de bombardeio na Inglaterra para "aliviar a pressão de Belfast e Derry". No entanto, o Conselho do Exército não consentiu com uma campanha de bombardeio na Inglaterra até o início de 1973, depois que as negociações com o governo britânico no ano anterior foram interrompidas.  Eles acreditavam que tal bombardeio ajudaria a criar uma demanda entre o público britânico para que seu governo se retirasse da Irlanda do Norte. 
A primeira equipe do IRA enviada à Inglaterra incluía onze membros da Brigada de Belfast, que sequestraram quatro carros em Belfast, equiparam-nos com explosivos e os levaram para Londres via Dublin e Liverpool. A equipe foi denunciada à Polícia Metropolitana de Londres e todos, exceto um deles, foram presos. Mesmo assim, duas das bombas explodiram, matando um homem e ferindo 180 pessoas. 
Posteriormente, o controle sobre os atentados do IRA na Inglaterra foi entregue a Brian Keenan, de Belfast. Keenan orientou Peter McMullen, ex-membro do Regimento Britânico de Paraquedistas, a realizar uma série de bombardeios em 1973. Uma bomba plantada por McMullen explodiu em um quartel em Yorkshire, ferindo uma funcionária da cantina.  Em 23 de setembro de 1973, um soldado britânico morreu ferido seis dias depois de ser ferido enquanto tentava desarmar uma bomba do IRA fora de um prédio de escritórios em Birmingham. 
Alguns dos ataques a bomba e assassinatos mais indiscriminados da campanha de bombardeio do IRA foram realizados por uma unidade de oito membros do IRA, que incluía a Balcombe Street Gang, que foi enviada a Londres no início de 1974.   Eles evitaram contato com a comunidade irlandesa local para permanecerem discretos e pretendiam realizar um ataque por semana. Além dos atentados, realizaram diversas tentativas de assassinato. Ross McWhirter, um político de direita que ofereceu uma recompensa de £ 50.000 por informações que levassem à prisão dos homens-bomba, foi morto a tiros em sua casa. O grupo mais tarde fez uma tentativa de assassinato de Edward Heath.  Eles acabaram sendo presos após um ataque com metralhadora a um restaurante exclusivo em Mayfair. Perseguidos pela polícia, fizeram dois reféns (um casal) e barricaram-se durante seis dias num apartamento na Balcombe Street antes de se renderem, incidente conhecido como Balcombe Street Siege. Eles foram condenados a trinta anos cada por um total de seis assassinatos.  Em seu julgamento, o grupo admitiu a responsabilidade pelos atentados a bomba em um pub de Guildford em 5 de outubro de 1974, que mataram cinco pessoas (quatro das quais eram soldados fora de serviço) e feriram 54, bem como pelo atentado a bomba em um pub em Woolwich, que matou outro duas pessoas e deixaram 28 feridas. 
Em 21 de novembro de 1974, dois pubs foram bombardeados nos atentados a bomba em Birmingham (um ato amplamente atribuído ao IRA, mas não reivindicado por eles), que matou 21 civis e feriu 162. Um aviso inadequado foi dado para uma bomba e nenhum aviso para a outra.  Não havia alvos militares associados a nenhum dos pubs. Os Guildford Four e Maguire Seven, e os Birmingham Six, foram presos pelos atentados de Guildford e Birmingham, respectivamente, mas cada grupo protestou sua inocência. Eles acabaram sendo exonerados e libertados após cumprirem longas sentenças de prisão, embora o grupo de Balcombe Street já tivesse admitido a responsabilidade muito antes. 

#### Década de 1980
Após a campanha de meados da década de 1970, o IRA não empreendeu novamente uma grande campanha de bombardeamentos em Inglaterra até ao final da década de 1980 e início da década de 1990. No entanto, durante todo o período intermediário, eles realizaram uma série de ataques a bomba de alto perfil na Inglaterra.
Em outubro de 1981 o IRA realizou o atentado ao Chelsea Barracks, a bomba de pregos tinha como alvo os soldados que retornavam ao Chelsea Barracks, mas a explosão matou dois civis que passavam, 40 pessoas ficaram feridas no ataque incluindo 23 soldados britânicos.   No mesmo mês, um especialista britânico em eliminação de bombas, Kenneth Robert Howorth, foi morto ao tentar desarmar uma bomba do IRA em Oxford Street, Londres. 
Em 1982, os atentados de Hyde Park e Regent's Park mataram 11 soldados e feriram cerca de 50 soldados e civis em um desfile cerimonial do Exército Britânico em Hyde Park e em uma apresentação de uma banda do Exército Britânico em Regent's Park, em Londres.  
Em 1984, no atentado ao hotel de Brighton, o IRA tentou assassinar a primeira-ministra britânica Margaret Thatcher e o seu gabinete. Ela sobreviveu, mas cinco pessoas, incluindo Sir Anthony Berry, um membro do Parlamento do Partido Conservador, Eric Taylor, o presidente do partido do noroeste, e três esposas (Muriel Maclean, Jeanne Shattock e Roberta Wakeham) de funcionários do partido foram mortas. Margaret Tebbit, esposa de Norman Tebbit, ficou permanentemente incapacitada.  
Em 1985, o IRA planeou uma campanha sustentada de bombardeamentos em Londres e em estâncias balneares inglesas, incluindo Bournemouth, Southend e Great Yarmouth.  O IRA planejou que as bombas explodissem em dezesseis dias consecutivos a partir de julho, exceto aos domingos.   Além de prejudicar a indústria do turismo, o IRA espera aproveitar os recursos policiais que estão a ser escassos e lançar uma campanha de assassinato contra alvos políticos e militares, incluindo o General Frank Kitson.  Patrick Magee, que era procurado em conexão com o atentado ao hotel em Brighton depois que sua impressão palmar foi encontrada no registro do hotel, estava sob vigilância policial, com a polícia esperando que ele os levasse a outros membros do IRA.  Ele se encontrou com um membro do IRA na estação ferroviária de Carlisle, e eles foram seguidos até Glasgow, onde foram presos em 24 de junho de 1985 em uma casa segura junto com outras três pessoas, incluindo Martina Anderson e Gerry McDonnell, que haviam escapado da Prisão Maze.em 1983.   Em 11 de junho de 1986, eles foram condenados por conspiração para causar explosões e receberam penas de prisão perpétua. Magee também foi condenado pelo atentado ao hotel em Brighton e recebeu pena de prisão perpétua com pena mínima recomendada de 35 anos.  
Em várias outras ocasiões, o IRA Provisório atacou tropas britânicas estacionadas na Inglaterra, a mais letal das quais foi o atentado ao quartel de Deal, no qual 11 membros da banda do Royal Marines Band Service foram mortos em 1989. 
Os republicanos argumentaram que estes atentados "concentraram as mentes" do governo britânico muito mais do que a violência na Irlanda do Norte. O IRA fez questão de atacar apenas alvos na Inglaterra (não na Escócia ou no País de Gales),  embora uma vez tenha plantado uma pequena bomba em um terminal petrolífero nas Ilhas Shetland em maio de 1981, no mesmo dia em que a Rainha Elizabeth II estava participando. uma função próxima para marcar a abertura do terminal. A bomba detonou, danificando uma caldeira, mas ninguém ficou ferido e a cerimônia continuou.   Durante a campanha de 25 anos do IRA em Inglaterra, foram notificadas 115 mortes e 2.134 feridos, num total de quase 500 incidentes. 

#### Início da década de 1990
No início da década de 1990, o IRA intensificou a campanha de bombardeios na Inglaterra, plantando 15 bombas em 1990, 36 em 1991 e 57 em 1992.  Em fevereiro de 1991, três tiros de morteiro foram disparados contra o gabinete do primeiro-ministro britânico em Downing Street, em Londres, durante uma reunião do Gabinete, o que foi um impulso de propaganda para o IRA. 
Durante este período, o IRA também lançou uma campanha de bombardeamento económico altamente prejudicial em cidades inglesas, particularmente em Londres, que causou uma enorme quantidade de danos físicos e económicos à propriedade. Entre seus alvos estavam a cidade de Londres, Bishopsgate e Baltic Exchange em Londres, com o atentado a bomba em Bishopsgate causando danos inicialmente estimados em £ 1 bilhão e o Baltic Exchange bombardeando em £ 800 milhões em danos.   Um atentado particularmente notório foi o ataque a bomba em Warrington em 1993, que matou duas crianças, Tim Parry e Johnathan Ball. No início de março de 1994, ocorreram três ataques com morteiros no aeroporto de Heathrow, em Londres, o que forçou as autoridades a encerrá-lo. 
Argumentou-se que esta campanha de bombardeamento convenceu o governo britânico (que esperava conter o conflito na Irlanda do Norte com a sua política de Ulsterização) a negociar com o Sinn Féin após os cessar-fogo do IRA de Agosto de 1994 e Julho de 1997. 

### Em outros locais
O IRA Provisório também realizou ataques em outros países, como a Alemanha Ocidental, a Bélgica e os Países Baixos, onde os soldados britânicos estavam baseados.  Entre 1979 e 1990, oito soldados e seis civis morreram nestes ataques, incluindo o embaixador britânico nos Países Baixos, Sir Richard Sykes, e o seu valete, Karel Straub.  Em Maio de 1988, o IRA matou três homens da RAF e feriu outros três em dois ataques separados nos Países Baixos.  Numa ocasião, o IRA matou a tiro dois turistas australianos nos Países Baixos, alegando que os seus membros os confundiram com soldados britânicos fora de serviço.  Noutra ocasião, um homem armado do IRA matou a tiros Heidi Hazell, uma mulher alemã, enquanto ela estava sentada sozinha no seu carro.  Ela estava estacionada perto de um bairro casado do Exército Britânico em Unna. Eles alegaram que ela havia sido baleada "por acreditar que era membro da guarnição do exército britânico em Dortmund". Seu marido era sargento do Exército britânico. Hans Engelhard, ministro da Justiça da Alemanha Ocidental, chamou isso de "ato insano de um fanático cego". 
O IRA também enviou membros para importação de armas, apoio logístico e operações de inteligência em diferentes momentos para a Europa continental, Canadá, Estados Unidos, Austrália, África, Ásia Ocidental e América Latina. Em pelo menos uma ocasião, membros do IRA viajaram para a  Colômbia. 

## Armas irlandesas

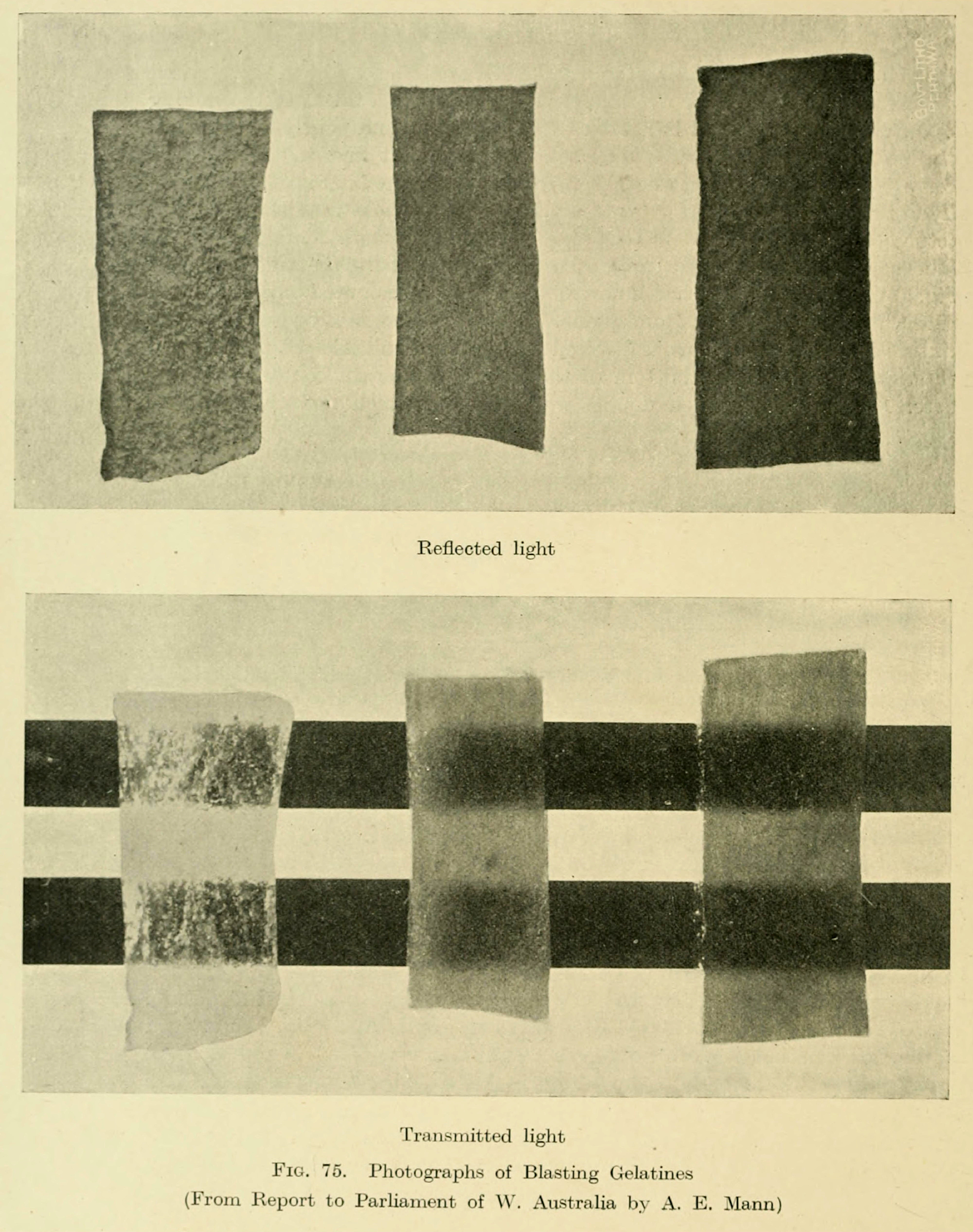
Gelignita era um explosivo comum obtido pelo IRA na República da Irlanda para uso na Irlanda do Norte. Por exemplo, esteve na origem dos 48.000 libras de explosivos detonados na Irlanda do Norte, só nos primeiros seis meses de 1973.

No início da década de 1970, o IRA ganhou o controle da maioria do armamento armazenado ainda em poder de campanhas anteriores do IRA. Os estoques consistiam principalmente de pequenas armas de fogo pré-Segunda Guerra Mundial de arsenais britânicos e irlandeses variando de Lee – Enfield, além de metralhadoras leves Bren (LMG), uma submetralhadora Thompson (SMG) e revólveres Webley de arsenais britânicos e irlandeses. Em maio de 1970, os políticos irlandeses Charles Haughey, Neil Blaney, e John Kelly, o capitão do exército irlandês James Kelly, e o empresário belga Albert Luykx foram absolvidos durante a Crise de Armas de contrabandear armas para o IRA durante o início do conflito.

A principal e proeminente fonte de armas na República da Irlanda para o IRA eram os explosivos.   Minas, pedreiras, fazendas e canteiros de obras eram onde estavam localizados o explosivo, a gelignita, bem como os detonadores e fusíveis seguros.  Stratton Mills, deputado por Belfast Norte, disse que "há virtualmente um rasto de gelignite através da fronteira [irlandesa]", comparando-o com a famosa trilha de Ho Chi Minh durante a Guerra do Vietnã.   Mills afirmou que:
[Cerca] de 60 por cento da gelignite usada na Irlanda do Norte veio da Irlanda do Sul, e as autoridades de segurança acreditam que o número pode muito bem ser superior a esse devido à dificuldade de identificação definitiva em todos os casos. Na Irlanda do Norte são tomadas medidas para controlar a utilização e distribuição de gelignite. Certas medidas foram tomadas recentemente no Sul, mas há uma grande necessidade de medidas muito mais rigorosas.
Depois que o governo irlandês começou a reprimir os explosivos comerciais, os engenheiros do IRA começaram a agir "para desenvolver suprimentos alternativos de explosivos" na República do que a mídia chamou de "fábricas de bombas", a fonte da grande maioria das explosões no norte e contra Inglaterra durante o resto do conflito. Na primavera de 1972, eles fabricaram com sucesso quantidades de dois tipos de explosivos caseiros (HMEs), usando principalmente fertilizantes disponíveis comercialmente e ANFO (uma mistura de nitrato de amônio e óleo combustível). O Exército Britânico estimou que até o verão daquele ano, 90% dos bombardeios envolvendo HMEs tiveram origem no Sul. Esses primeiros dispositivos rudimentares não eram confiáveis e muitos voluntários do IRA morreram devido a explosões prematuras. Como resultado, o IRA centralizou a fabricação dos principais componentes e os engenheiros do IRA foram obrigados a ter o treinamento necessário para completar os dispositivos de maneira adequada. The Hibernia Magazine informou que mais de 48.000 kg de explosivos foram detonados na Irlanda do Norte nos primeiros seis meses de 1973, a maioria deles bombas do IRA. 
Na década de 1980, os HME de origem da Irlanda do Sul continuaram a fluir para a Irlanda do Norte e Inglaterra. Em 1981, um relatório do Ministério do Interior britânico afirmou que 88,7% dos explosivos utilizados na Irlanda do Norte eram originários da República da Irlanda: 88% de fertilizantes e 0,7% de explosivos comerciais. Tal como aconteceu na década anterior, o IRA confiou principalmente em bombas de fertilizantes para a grande maioria da sua campanha de bombardeamento durante o conflito. 

## Armas da Líbia

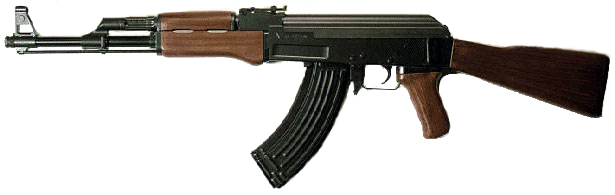
Um rifle AK-47, dos quais mais de 1.000 foram contrabandeados por Muammar Gaddafi para o IRA Provisório na década de 1980

Na década de 1980, o IRA Provisório recebeu grandes quantidades de armamento moderno, incluindo armamento pesado, como metralhadoras pesadas, mais de 1.000 rifles, várias centenas de revólveres, granadas de propulsão por foguete, lança-chamas, mísseis terra-ar e o explosivo plástico Semtex, do regime líbio de Muammar Gaddafi. Houve quatro remessas bem-sucedidas entre 1985 e 1986; três dessas viagens foram realizadas pela traineira Casamara e uma quarta pela petrolífera Villa. Ao todo, trouxeram 110 toneladas de armamento.    Uma quinta carga de armas a bordo da montanha-russa Eksund foi interceptada pela Marinha Francesa em 1987.  Isto chamou a atenção das autoridades de ambos os lados da fronteira irlandesa para a nova capacidade do IRA Provisório. Cinco homens foram capturados com o barco; três membros do IRA, incluindo Gabriel Cleary, receberam sentenças de prisão.  Alegadamente, Gaddafi doou armas suficientes para armar o equivalente a dois batalhões de infantaria. 
O IRA, portanto, ficou muito bem armado na última parte dos problemas. A maioria das perdas que infligiu ao Exército Britânico, no entanto, ocorreram no início da década de 1970, embora tenham continuado a causar baixas substanciais aos militares britânicos, ao RUC e à UDR durante todo o conflito. Segundo o autor Ed Moloney, o Conselho do Exército do IRA tinha planos para uma escalada dramática do conflito no final da década de 1980, que compararam à Ofensiva do Tet da Guerra do Vietnã, com a ajuda das armas obtidas da Líbia. 
O plano era tomar e manter várias áreas ao longo da fronteira, forçando o Exército Britânico a retirar-se das áreas fronteiriças ou a usar a força máxima para retomá-las - escalando assim o conflito para além do ponto que o IRA Provisório pensava que a opinião pública britânica aceitaria.  No entanto, esta ofensiva não se concretizou. Fontes do IRA citadas no Secret History of the IRA, de Ed Moloney, dizem que a interceptação do carregamento de Eksund eliminou o elemento surpresa que eles esperavam ter para esta ofensiva. O papel dos informantes dentro do IRA parece também ter desempenhado um papel no fracasso da "Ofensiva do Tet" em decolar.  No entanto, os carregamentos que chegaram permitiram ao IRA iniciar uma campanha vigorosa na década de 1980.  O sucesso do contrabando de armas foi uma derrota para a inteligência britânica e marcou uma viragem no conflito na Irlanda do Norte.  O armamento líbio permitiu ao IRA travar uma guerra indefinidamente. 

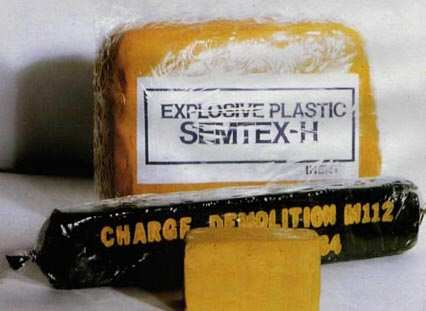
Amostras de explosivos plásticos Semtex-H e C4

Na verdade, grande parte do novo armamento pesado do IRA, por exemplo os mísseis terra-ar (SAM) e os lança-chamas, nunca, ou muito raramente, foram utilizados. O único uso registrado de lança-chamas ocorreu no ataque em Derryard, condado de Fermanagh, quando dois soldados foram mortos quando um posto de controle permanente tripulado pelos próprios King's Scottish Borderers foi alvo de um ataque com armas múltiplas em 13 de dezembro de 1989.   Os SAM revelaram-se modelos desatualizados, incapazes de abater helicópteros britânicos equipados com tecnologia anti-míssil.  Os mísseis acabaram se tornando inúteis quando suas baterias se esgotaram.  O explosivo plástico Semtex provou ser a adição mais valiosa ao arsenal do IRA. 
Do jeito que estava, o número de militares britânicos e da Irlanda do Norte mortos pelo IRA aumentou nos anos 1988-1990, de 12 em 1986 para 39 em 1988, mas caiu para 27 em 1989 e diminuiu novamente para 18 em 1990. O número de mortos em 1991 foi semelhante ao de meados da década de 1980, com 14 mortes. 32 membros do RUC foram mortos no mesmo período.  
No final da década de 1980, o IRA Provisório, na opinião do jornalista e autor Brendan O'Brien, “não poderia ser derrotado, poderia ser contido”. Política e militarmente, esse foi o fator mais significativo.  No final da década de 1980 e início da década de 1990, cerca de nove em cada dez ataques do IRA foram abortados ou não causaram vítimas.  Fontes republicanas como Mitchel McLaughlin e Danny Morrison argumentaram que, no início da década de 1990, o IRA Provisório não poderia atingir os seus objectivos por meios puramente militares. 
Uma campanha para pressionar a Líbia a pagar indemnizações às vítimas do IRA foi prejudicada pela crise da Líbia. 

## Incidentes com forças especiais britânicas
O IRA sofreu pesadas perdas nas mãos de forças especiais britânicas como o Serviço Aéreo Especial (SAS), sendo a mais pesada a morte de oito membros do IRA na Emboscada de Loughgall em 1987, enquanto tentavam destruir a estação Loughgall da RUC.  A Brigada East Tyrone foi particularmente atingida pelos assassinatos britânicos de seus membros neste período, perdendo 28 membros mortos pelas forças britânicas no período 1987-1992, dos 53 mortos em todo o conflito.  Em muitos destes casos, membros provisórios do IRA foram mortos após serem emboscados pelas forças especiais britânicas. Alguns autores alegaram que isto equivalia a uma campanha de assassinato por parte das forças estatais (ver política de atirar para matar na Irlanda do Norte). 
Outro incidente de grande repercussão ocorreu em Gibraltar em março de 1988, quando três membros desarmados do IRA foram mortos a tiros por uma unidade do SAS enquanto exploravam um alvo de bombardeio (ver Operação Flavius).  Os funerais subsequentes destes membros do IRA em Belfast foram atacados pelo atirador legalista Michael Stone. No funeral de uma das vítimas de Stone, dois cabos do Exército britânico à paisana foram sequestrados, espancados e mortos a tiros pelo IRA após entrarem no cortejo fúnebre (ver Assassinatos de cabos). 
Houve, no entanto, uma série de incidentes em que as operações secretas terminaram em fracasso, como um tiroteio na aldeia de Cappagh, em 24 de Março de 1990, onde membros à paisana das forças de segurança foram emboscados por uma unidade do IRA, e, apenas dois meses depois, a Operação Conservation, que foi frustrada pela Brigada South Armagh do IRA, um soldado britânico em posição secreta foi morto a tiros em uma contra-emboscada.  Em 2 de maio de 1980, Joe Doherty, Angelo Fusco, Paul Magee e outro membro do IRA foram presos após serem encurralados pelo SAS em uma casa em Belfast.  O comandante do SAS, capitão Herbert Westmacott, foi atingido pelo fogo de uma metralhadora M60 e morreu instantaneamente. 

## Legalistas e o IRA – assassinatos e represálias
O IRA e o Sinn Féin sofreram com uma campanha de assassinato lançada contra os seus membros por paramilitares leais a partir do final da década de 1980. Esses ataques mataram cerca de 12 membros do IRA e 15 membros do Sinn Féin entre 1987 e 1994.  Esta tática era incomum, pois a grande maioria das vítimas legalistas eram civis católicos.  Além disso, os legalistas mataram familiares de republicanos conhecidos; John (ou Jack) McKearney e seu sobrinho, Kevin McKearney, e os sogros de Kevin, Charles e Teresa Fox (cujo filho, Peter, era voluntário do IRA) foram todos alvo do UVF. Dois dos irmãos de Kevin, Pádraig e Sean, foram voluntários do IRA mortos.   De acordo com documentos recentemente divulgados, a inteligência militar britânica afirmou num projecto de relatório secreto de 1973 que dentro do Regimento de Defesa do Ulster (UDR) era provável que houvesse soldados que também eram paramilitares leais. Apesar de saber disto, o Governo Britânico intensificou o papel da UDR na “manutenção da ordem” na Irlanda do Norte. Documentos do governo britânico divulgados em 3 de maio de 2006 mostram que a sobreposição de membros entre unidades do exército britânico como a UDR e grupos paramilitares leais era um problema mais amplo do que "algumas maçãs podres", como muitas vezes se afirmava.
Os documentos incluem um projecto de relatório intitulado "Subversão na UDR" que detalha o problema. Em 1973; cerca de 5-15% dos soldados da UDR estavam diretamente ligados a grupos paramilitares leais, acreditava-se que a "melhor fonte única de armas, e a única fonte significativa de armas modernas, para grupos extremistas protestantes era a UDR", temia-se As tropas da UDR eram leais apenas ao "Ulster" e não ao "Governo de Sua Majestade". O governo britânico sabia que as armas da UDR estavam sendo usadas no assassinato e tentativa de assassinato de civis católicos romanos por paramilitares leais. 
Os legalistas foram auxiliados nesta campanha por elementos das forças de segurança, incluindo o Exército Britânico e a Secção Especial da RUC (ver Relatório Stevens). Desde então, fontes legalistas confirmaram que receberam arquivos de inteligência sobre republicanos de membros do exército britânico e da inteligência policial neste período. Um agente do Exército Britânico dentro da Associação de Defesa do Ulster (UDA), Brian Nelson, foi condenado em 1992 pelos assassinatos de civis católicos. Mais tarde, foi revelado que Nelson, enquanto trabalhava como agente do Exército Britânico, também esteve envolvido na importação de armas para legalistas da África do Sul em 1988. 
Em 1993, pela primeira vez desde a década de 1960, os paramilitares leais mataram mais duas pessoas do que os paramilitares republicanos. Em 1994, os legalistas mataram mais onze pessoas do que os republicanos e, em 1995, mataram mais doze. Neste último caso (período de 1995), o cessar-fogo do IRA Provisório de 1994 ainda estava em vigor. 
Em resposta a estes ataques, o IRA iniciou uma campanha reativa de assassinato contra importantes membros da UDA e UVF. No final da década de 1980, o Conselho do Exército do IRA não sancionaria ataques a áreas protestantes com elevada probabilidade de vítimas civis, mas apenas a alvos legalistas identificados e nomeados. A principal razão para isto foi o impacto negativo dos ataques a civis no apelo eleitoral do movimento republicano. O IRA emitiu uma declaração em 1986 dizendo: "Em nenhum momento nos envolveremos na execução de protestantes comuns, mas sempre nos reservamos o direito de tomar medidas armadas contra aqueles que tentam aterrorizar ou intimidar o nosso povo para que aceite os britânicos/ regra sindical”.  Gerry Adams enfatizou o ponto de vista do seu partido em 1989; “O Sinn Féin não tolera a morte de pessoas que não são combatentes”. 
Para maximizar o impacto da tática, o IRA teve como alvo figuras paramilitares leais. Entre os principais legalistas mortos estavam John McMichael, Joe Bratty, Raymond Elder e Ray Smallwoods da UDA e John Bingham e Robert Seymour da UVF.   O mecânico Leslie Dallas, morto a tiro pelo IRA juntamente com dois protestantes idosos em 1989, também foi considerado pelo IRA como membro da UVF  mas a sua família e a UVF negaram isso. Ele está listado no Índice Sutton como civil. 
Uma bomba do IRA em 23 de outubro de 1993 causou vítimas civis, quando uma bomba foi plantada em uma peixaria de Shankill Road. A bomba pretendia matar toda a liderança sênior da UDA, incluindo Johnny Adair, que às vezes se reunia em uma sala acima da loja. Em vez disso, a bomba matou oito civis protestantes, um membro de baixo escalão da UDA e também um dos homens-bomba, Thomas Begley, quando o dispositivo explodiu prematuramente. Além disso, mais 58 pessoas ficaram feridas.  Isto provocou uma série de assassinatos retaliatórios perpetrados pela UVF e pela UDA de civis católicos sem ligações políticas ou paramilitares.   De acordo com o Conflict Archive on the Internet (CAIN), estatísticas da Universidade de Ulster, o IRA Provisório matou 30 paramilitares leais no total. Lost Lives dá um número de 28  de um número total de legalistas mortos nas Perturbações de 126. 
De acordo com The Irish War, de Tony Geraghty, o IRA matou 45 legalistas.  Essas mortes se intensificaram pouco antes do cessar-fogo do IRA em 1994, com os membros da UDA, Ray Smallwoods, sendo mortos em 11 de julho, Joe Bratty e Raymond Elder em 31 de julho e um comandante do UVF, Billy Wright, gravemente ferido pelo IRA em junho. Além desses assassinatos do IRA, os outros paramilitares republicanos, o Exército Irlandês de Libertação Nacional, mataram três homens da UVF durante o mesmo período, incluindo o comandante da UVF em Belfast, Trevor King. Os grupos legalistas declararam o seu cessar-fogo seis semanas após o cessar-fogo do IRA daquele ano e argumentaram que foi o assassinato de civis católicos e republicanos que forçou o cessar-fogo do IRA, colocando uma pressão intolerável sobre os nacionalistas, uma opinião ecoada pelo ex-vice-líder do Partido Unionista do Ulster, John Taylor. 

## Campanha antes e depois do cessar-fogo de 1994

### Início da década de 1990
No início da década de 1990, embora o número de mortos tivesse diminuído significativamente desde os piores anos da década de 1970, a campanha do IRA continuou a perturbar gravemente a vida normal na Irlanda do Norte.
- Em 1987, o IRA realizou quase 300 ataques a tiros e bombardeios, matando 31 membros do RUC, da UDR e do Exército Britânico e 20 civis, ferindo 100 forças de segurança e 150 civis. [166]
- Em 1990, os ataques do IRA mataram 30 soldados e membros do RUC e feriram 340. [167] [168]
- Em 1992, o número de ataques do IRA foi de 426. [169]

O IRA foi capaz de continuar com um nível significativo de violência num futuro próximo. Por outro lado, o objectivo do governo britânico na década de 1980 era destruir o IRA, em vez de encontrar uma solução política.    Além disso, para além dos mortos e feridos, o conflito teve um custo económico substancial. O Reino Unido teve de dedicar um orçamento enorme para manter o seu sistema de segurança na Irlanda do Norte a funcionar indefinidamente.  
De 1985 em diante, o IRA realizou uma campanha de cinco anos contra o RUC e as bases do Exército que resultou na destruição de 33 instalações de segurança britânicas e em quase uma centena gravemente danificada.  Os ataques e bombardeamentos no início da década de 1990 forçaram o governo do Reino Unido a desmantelar diversas bases e postos de segurança, cuja manutenção ou reconstrução não eram acessíveis.  A presença do Exército Britânico na região aumentou do seu nível mais baixo de 9.000 homens em 1985 para 10.500 em 1992, após uma escalada dos ataques de morteiros do IRA. 
Em South Armagh, em contraste com outras áreas de brigada, a actividade do IRA aumentou no início da década de 1990. Viajar por estrada em South Armagh tornou-se tão perigoso para o Exército Britânico que em 1975 eles começaram a usar helicópteros para transportar tropas e abastecer suas bases, uma prática que continuou até o final da década de 1990.  O IRA abateu cinco helicópteros (um em 1978,  outro em 1988 e 1991  e dois em 1994) e danificou pelo menos outros três neste período, usando metralhadoras pesadas DShK e improvisados morteiros.  Outro foi derrubado no início de 1990 no condado de Tyrone pela Brigada de East Tyrone do IRA, ferindo três tripulantes.  
Um dos vários métodos que o IRA usou para combater os coletes à prova de balas britânicos foi o uso de rifles de precisão Barrett Light 50 de alta velocidade e rifles de precisão belgas FN, vários dos quais o IRA importou dos EUA. Duas equipes de atiradores da Brigada South Armagh mataram desta forma nove membros das forças de segurança. Para evitar o bloqueio de detonadores accionados sem fios, a organização começou a empregar faróis de radar para preparar os seus dispositivos explosivos, melhorando dramaticamente a eficácia dos ataques.   Em 1992, a utilização de armas de longo alcance, como morteiros e metralhadoras pesadas, pelo IRA forçou o Exército Britânico a construir os seus postos de controlo a uma a oito milhas da fronteira, a fim de evitar ataques lançados a partir da República. 
Outra técnica do IRA usada em diversas ocasiões   entre outubro de 1990 e o final de 1991 foi a "proxy-bomb", onde uma vítima foi sequestrada e forçada a dirigir um carro-bomba até seu alvo. Na primeira série de ataques, em Outubro de 1990, as três vítimas eram homens católicos empregados pelas forças de segurança. Suas famílias foram mantidas como reféns para garantir que os procuradores fizessem o que lhes foi ordenado. O primeiro procurador, em Coshquin (perto de Derry), morreu, junto com seis soldados. O segundo procurador, em Cloghoge (ou Cloghogue; perto de Newry), escapou, mas um soldado foi morto. O terceiro incidente, em Omagh, não produziu vítimas devido a um detonador defeituoso. Os ataques com bombas por procuração continuaram durante meses; bombas muito grandes (3.600 kg) foram usados em dois ataques em novembro de 1990 e setembro de 1991.  A táctica da bomba por procuração foi abandonada, alegadamente devido à repulsa que causou entre os nacionalistas. 
No início da década de 1990, o IRA intensificou a sua campanha contra objectivos comerciais e económicos na Irlanda do Norte. Por exemplo, em maio de 1993, durante quatro dias, o IRA detonou carros-bomba em Belfast, Portadown e Magherafelt, no condado de Londonderry, causando danos no valor de milhões de libras.  Em 1 de janeiro de 1994, o IRA plantou onze dispositivos incendiários em lojas e outras instalações na área da Grande Belfast em uma "blitz de bombas incendiárias" que causou danos no valor de milhões de libras.  Em 1991, o IRA utilizou um total de 142 dispositivos incendiários do tipo cassete contra lojas e armazéns na Irlanda do Norte. 

### Cessar-fogo
Em agosto de 1994, o IRA Provisório anunciou a "cessação completa das operações militares". Este foi o culminar de vários anos de negociações entre a liderança republicana, liderada por Gerry Adams e Martin McGuinness, várias figuras dos partidos políticos locais, o governo irlandês e o governo britânico. Foi informado pela opinião de que nem as forças do Reino Unido, nem o IRA poderiam vencer o conflito e que um maior progresso em direcção aos objectivos republicanos poderia ser alcançado através da negociação.
Embora muitos voluntários provisórios do IRA estivessem supostamente insatisfeitos com o fim da luta armada antes da conquista de uma Irlanda unida, a estratégia de paz resultou desde então em ganhos eleitorais e políticos substanciais para o Sinn Féin, o braço político do movimento. Pode agora argumentar-se que o partido político Sinn Féin eclipsou o IRA Provisório como a parte mais importante do movimento republicano. O cessar-fogo de 1994, portanto, embora não tenha sido um fim definitivo para as operações provisórias do IRA, marcou o fim efectivo da sua campanha armada em grande escala. 
O IRA Provisório cancelou o cessar-fogo de 1994 em 9 de fevereiro de 1996 devido à sua insatisfação com o estado das negociações. Eles sinalizaram o fim do cessar-fogo detonando um caminhão-bomba em Canary Wharf, em Londres, que causou a morte de dois civis e enormes danos a propriedades. No verão de 1996, outro caminhão-bomba devastou o centro da cidade de Manchester. No entanto, a campanha provisória do IRA após o cessar-fogo foi suspensa durante este período e nunca atingiu a intensidade dos anos anteriores. No total, o IRA matou 2 soldados britânicos, 2 oficiais do RUC, 2 civis britânicos e 1 policial em 1996–1997, de acordo com o projeto CAIN.  Eles retomaram o cessar-fogo em 19 de julho de 1997. 
Acredita-se que essas atividades militares provisórias do IRA de 1996-97 tenham sido usadas para ganhar vantagem nas negociações com o governo britânico durante o período.  Enquanto em 1994-95 o governo do Partido Conservador britânico se recusou a iniciar conversações públicas com o Sinn Féin até que o IRA entregasse as suas armas, o governo do Partido Trabalhista no poder em 1997 estava preparado para incluir o Sinn Féin nas conversações de paz antes do desmantelamento do IRA. Esta pré-condição foi oficialmente abandonada em junho de 1997. 
Outra interpretação generalizada do colapso temporário no primeiro cessar-fogo do IRA é que a liderança de Gerry Adams e Martin McGuinness tolerou um regresso limitado à violência, a fim de evitar uma divisão entre a linha dura e os moderados no Conselho do Exército do IRA. No entanto, enfatizaram em todas as declarações públicas desde o Outono de 1996 a necessidade de uma segunda trégua. Depois de terem conquistado ou removido os militaristas do conselho, restabeleceram o cessar-fogo. 

## Vítimas
De acordo com o Conflict Archive on the Internet (CAIN), um projeto de pesquisa da Universidade do Ulster, o IRA foi responsável por 1.705 mortes, cerca de 48% do total de mortes em conflitos.  Dessa figura:
- 1.009 (59,2%) eram membros ou ex-membros das forças de segurança britânicas, incluindo:
  - 697 militares britânicos: 644 do Exército Britânico (incluindo o Regimento de Defesa do Ulster / Regimento Real Irlandês), 4 da Força Aérea Real, 1 da Marinha Real, e 43 ex-militares britânicos. [4]
  - 312 policiais britânicos: 270 oficiais da Polícia Real do Ulster (RUC), 14 ex-oficiais do RUC, 20 oficiais do Serviço Prisional da Irlanda do Norte (NIPS), 2 ex-oficiais do NIPS e 6 policiais ingleses. [4]
- 508 (29%) foram classificados como civis, incluindo 17 ativistas políticos. [4]
- 133 (7,8%) eram membros do IRA, mortos como informantes ou em explosões prematuras de bombas. [4]
- 39 (2,2%) eram membros paramilitares lealistas: 26 membros da Associação de Defesa do Ulster (UDA), 12 membros da Força Voluntária do Ulster (UVF) e 1 membro do Comando da Mão Vermelha. [4]
- 8 (0,4%) eram membros das forças de segurança irlandesas, incluindo 6 Gardaí, 1 oficial do Serviço Prisional Irlandês e 1 soldado do Exército Irlandês. [4]
- 5 (0,2%) eram membros de outros grupos paramilitares republicanos: 4 membros do Exército Republicano Irlandês Oficial e 1 membro da Organização de Libertação do Povo Irlandês. [4]

Outro estudo detalhado, Lost Lives , afirma que o IRA Provisório foi responsável pela morte de 1.781 pessoas até 2004. Diz que, desta figura:
- 944 (53%) eram membros das forças de segurança britânicas, incluindo: 638 militares britânicos (incluindo a UDR), 273 homens da Polícia Real do Ulster (incluindo reserva RUC), 23 oficiais do Serviço Prisional da Irlanda do Norte, cinco policiais britânicos e cinco ex-soldados britânicos.
- 644 (36%) eram civis.
- 163 (9%) eram membros paramilitares republicanos (incluindo membros do IRA, a maioria causou a própria morte quando as bombas que transportavam explodiram prematuramente).
- 28 (1,5%) eram membros paramilitares leais.
- 7 (0,3%) eram membros das forças de segurança irlandesas (6 Gardaí e um exército irlandês).

Lost Lives afirma que 294 membros provisórios do IRA morreram nos problemas.  O IRA perdeu 276 membros durante os problemas, de acordo com os números do CAIN. Além disso, vários activistas ou vereadores do Sinn Féin foram mortos, alguns dos quais também eram membros do IRA. An Phoblacht fornece um número de 341 membros do IRA e do Sinn Féin mortos, indicando entre 50 e 60 mortes do Sinn Féin se as mortes do IRA forem subtraídas. 
Cerca de 120 membros provisórios do IRA causaram as suas próprias mortes, quase todos quando foram mortos pelos seus próprios explosivos em acidentes de bombardeamentos prematuros – 103 mortes de acordo com o CAIN, 105 de acordo com um relatório do RUC de 1993. Nove membros do IRA morreram em greve de fome.  Lost Lives dá um número de 163 assassinatos de membros paramilitares republicanos (isto inclui acidentes com bombas e rixas com republicanos de outras organizações).  Dos cerca de 200 mortos restantes do IRA, cerca de 150 foram mortos pelo Exército Britânico, com o restante morto por paramilitares leais, o RUC e a UDR.
Muito mais comum do que o assassinato de voluntários do IRA, porém, foi a sua prisão. Os jornalistas Eamonn Mallie e Patrick Bishop estimam em The Provisional IRA (1988), que entre 8–10.000 membros provisórios do IRA foram, até aquele ponto, presos durante o curso do conflito, um número que eles também fornecem como o número total de membros do IRA.  O número total de membros provisórios do IRA presos deve ser maior, uma vez incluídos os números de 1988 em diante.

## Avaliações

### Relatório oficial do Exército Britânico
Um documento interno do Exército Britânico divulgado ao abrigo da Lei de Liberdade de Informação de 2000 em 2007 afirmava a opinião de um especialista de que o Exército Britânico não conseguiu derrotar o IRA pela força das armas, mas também afirma ter "mostrado ao IRA que não poderia atingir os seus fins através de violência".   O relatório examinou 37 anos de destacamento de tropas britânicas e foi compilado após um estudo de seis meses por uma equipe de três oficiais realizado no início de 2006 para o General Sir Mike Jackson, Chefe do Estado-Maior do Exército Britânico. A avaliação militar descreve o IRA como “profissional, dedicado, altamente qualificado e resiliente”. 
O artigo divide as atividades e táticas do IRA em dois períodos principais: a fase de "insurgência" (1971-1972) e a fase "terrorista" (1972-1997).  O Exército Britânico afirma ter contido a insurgência do IRA em 1972, após a Operação Motorman, mas os membros do IRA fugiram para a vizinha República da Irlanda, a salvo da captura britânica, onde continuaram a realizar ataques transfronteiriços na Irlanda do Norte com armas fabricadas no Sul. ou adquiridos no exterior.  Como resultado, o IRA ressurgiu como um grupo estruturado em células.  O relatório também afirma que os esforços do governo na década de 1980 visavam destruir o IRA, em vez de negociar uma solução política,  e que a campanha britânica não produziu nenhuma vitória final "de qualquer forma reconhecível".  Uma das conclusões do documento revela o fracasso do Exército Britânico em envolver o IRA a nível estratégico e a falta de uma autoridade e plano de campanha únicos. 

### Outras análises
Alguns autores, incluindo Brendan O'Brien, Patrick McCarthy, Peter Taylor, Tom Hayden, Fergus Finlay e Timothy J. White, também concluíram que, ao contrário das campanhas anteriores do IRA, os Provisórios não foram derrotados, mas chegaram à conclusão de um sangrento impasse em que nenhum dos lados poderia destruir o outro.       De acordo com O'Brien, o IRA “poderia terminar a sua campanha armada a partir de uma posição declarada de força, disciplina e capacidade militar.  Os analistas políticos Brian Barton e Patrick Roche sustentam que embora o IRA, embora invicto, tenha ficado aquém do seu objectivo final de uma Irlanda unida, a campanha do IRA acabou por ser legitimada pelo processo de paz e pelo Acordo da Sexta-Feira Santa. 

## Outras atividades
Além da sua campanha armada, o IRA Provisório também esteve envolvido em muitas outras atividades, incluindo o "policiamento" de comunidades nacionalistas, roubos e sequestros para efeitos de angariação de fundos, angariação de fundos noutros países, envolvimento em eventos e desfiles comunitários, e serviços de inteligência. reunião. A Comissão de Monitorização Independente (IMC), um órgão que supervisiona o cessar-fogo e as atividades dos grupos paramilitares na Irlanda do Norte, considerou que o IRA Provisório cessou todas as atividades acima referidas. O IMC publica um relatório público semestral sobre as atividades de todos os grupos paramilitares que operam e são conhecidos na Irlanda do Norte. 

### Policiamento paramilitar
As atividades consideradas puníveis pelo IRA Provisório (muitas vezes descritas como "atividades antisociais") incluíam colaboração com o RUC e/ou Exército Britânico, ou seja, informação, tráfico de drogas, atividade criminosa fora do IRA Provisório, "passeios da alegria", disseminação de dissidência, e quaisquer outras atividades que possam prejudicar o IRA Provisório ou os interesses da comunidade conforme definido pelo IRA Provisório. Na maior parte, a lista de atividades consideradas puníveis pelo IRA Provisório coincidiu com aquelas consideradas puníveis pela comunidade em geral. As punições variaram em severidade, desde advertências verbais a ataques físicos, passando por ferimentos por arma de fogo, progredindo para forçar o suspeito a fugir da Irlanda para salvar a vida ou a morte. Este processo foi frequentemente descrito como "justiça sumária" pelo establishment político e pelos meios de comunicação social. Na maioria dos casos, o IRA Provisório alegou que tinha havido uma investigação completa e que a culpa tinha sido estabelecida antes da execução da sentença. O processo, que era amplamente conhecido nas comunidades nacionalistas, funcionava numa escala móvel de severidade - no caso de um pequeno ladrão, um aviso para parar pode inicialmente ser emitido, aumentando para um ataque físico conhecido como "espancamento de punição", geralmente com tacos de beisebol ou ferramentas semelhantes. Se o comportamento continuasse, ocorreria uma agressão física mais séria, conhecida como "knee-capping" (ferimentos de bala nos membros, mãos, articulações). O nível final seria uma ameaça de morte contra o suspeito se este não saísse da ilha da Irlanda e, se esta ordem não fosse cumprida, morte. A IMC observou que o IRA Provisório tem sido repetidamente pressionado por membros da comunidade nacionalista desde o fim da violência para retomar esse policiamento, mas tem resistido a tais pedidos. 
Os supostos informantes e aqueles que cooperaram com o RUC e o Exército Britânico (às vezes chamados de colaboradores) eram geralmente tratados por uma unidade de contraespionagem intitulada Unidade de Segurança Interna (ISU), às vezes chamada de "esquadrão de nozes". Normalmente, a ISU raptava e interrogava suspeitos, recorrendo frequentemente à tortura para extrair confissões. Os interrogatórios eram frequentemente gravados e reproduzidos para membros seniores provisórios do IRA em uma comissão de inquérito realizada secretamente. Este conselho então pronunciava o julgamento, geralmente com um tiro fatal na cabeça. Uma sentença tão severa como a morte era frequentemente tornada pública sob a forma de um comunicado divulgado aos meios de comunicação social, mas em alguns casos, por razões de conveniência política, o IRA Provisório não anunciou a responsabilidade. Os corpos dos informantes mortos eram geralmente encontrados mortos a tiros à beira de estradas em áreas isoladas. Ocasionalmente, gravações de suas confissões foram divulgadas à mídia. 
Este estilo de justiça sumária, muitas vezes aplicada com base em provas de qualidade duvidosa, por investigadores não treinados e juízes autonomeados, levou frequentemente ao que o IRA Provisório reconheceu como erros horríveis. Em fevereiro de 2007, o IMC declarou que o IRA Provisório emitiu "instruções aos membros para não usarem força física" e observou o que descreve como "a manutenção pela liderança de uma posição firme contra o envolvimento de membros na criminalidade". Nos casos em que a criminalidade foi praticada pelo IRA Provisório, os membros do IMC observam que "estamos satisfeitos que estas atividades individuais eram contrárias às injunções expressas da liderança". 

### Brigas republicanas internas
O IRA Provisório também tem como alvo outros grupos paramilitares republicanos e membros dissidentes do IRA Provisório que recusam ou desrespeitam ordens. Em 1972, 1975 e 1977, o IRA Oficial e o IRA Provisório envolveram-se em ataques à organização adversária, deixando vários mortos de ambos os lados. Em 1992, o IRA Provisório atacou e eliminou a Organização de Libertação do Povo Irlandês (IPLO), que era amplamente considerada envolvida no tráfico de drogas e outras formas de criminalidade no oeste de Belfast. Um membro do IPLO foi morto, vários foram feridos nos joelhos e outros receberam ordem de dissolução. O último exemplo conhecido desta prática em fevereiro de 2007 ocorreu em 2000 e envolveu a morte a tiros de um membro do Exército Republicano Irlandês Real por sua oposição ao cessar-fogo dos Provisórios. 

### Atividades na República da Irlanda
Embora a Ordem Geral Provisória nº 8 do IRA proíba a ação militar "contra 26 forças do condado sob quaisquer circunstâncias",  membros da Garda Síochána (a força policial da República da Irlanda) também foram mortos, incluindo o Detetive Garda Jerry McCabe. McCabe foi morto por tiros de metralhadora enquanto estava sentado em sua viatura em Adare, Condado de Limerick durante a escolta de uma entrega nos correios em 1996. O Sinn Féin apelou à libertação dos seus assassinos nos termos do Acordo da Sexta-Feira Santa. No total, o IRA Provisório matou seis Gardaí e um soldado do Exército Irlandês, principalmente durante assaltos. 

#### Roubos e empreendimentos criminosos
O IRA Provisório realizou vários assaltos a bancos e correios em toda a Irlanda ao longo da sua existência. Uma estimativa do RUC de 1982 a 1983 estima a quantia roubada em tais ataques pelo IRA Provisório em cerca de £ 700.000 (libra esterlina).  Também na década de 1980, o IRA Provisório esteve envolvido no sequestro e resgate dos empresários Gaelen Weston, Ben Dunne e Don Tidey. Atividades como estas estavam ligadas à angariação de fundos do IRA. Gardaí estima que o IRA Provisório chegou a £ 1,5 milhões provenientes dessas atividades.  As atividades incluem  venda de itens roubados, contrabando, incluindo cigarros, diesel vermelho, extorsão, esquemas de proteção e lavagem de dinheiro. Mais recentemente, o IRA Provisório foi responsabilizado pela execução do assalto ao banco do Norte em Dezembro de 2004, embora nenhuma prova tenha sido enviada e este crime permaneça sem solução. O IMC observa que, na sua opinião, o IRA Provisório não teve qualquer "envolvimento organizacional em roubo ou outro crime organizado". 